# エルヴァ
エルヴァ（伊: Elva）は、イタリア共和国ピエモンテ州クーネオ県にある、人口約100人の基礎自治体（コムーネ）。

## 地理

### 位置・広がり

#### 隣接コムーネ
隣接するコムーネは以下の通り。
- ベッリーノ
- カステルデルフィーノ
- プラッツォ
- サンペイレ
- ストロッポ

#### 地震分類
イタリアの地震リスク階級 (it) では、3s 
に分類される。

## 行政

### 分離集落
エルヴァには、以下の分離集落（フラツィオーネ）がある。
- Baletti, Baudini, Brione, Castes, Chiosso di Mezzo, Chiosso Sottano, Chiosso Superiore, Clari, Dao, Goria Abelli, Goria di Mezzo, Goria Superiore, Goria Ugo, Grange Garneri, Grange Laurenti, Grange Viani, Grangette, Isaia, Lischia, Martini, Mattalia, Maurelli, Molini Abelli, Molini Allioni, Reynaudo, Rossenchie, Serre (capoluogo), Villar